# Tahoma
Tahoma（タホマ）は、マシュー・カーターがマイクロソフト向けにデザインしたヒューマニスト・サンセリフ書体である。マイクロソフトは、同じくカーターによるVerdanaとともに、本書体をOffice 97の同梱フォントとして初めて配布した。
Verdanaと似ているが、Tahomaは字幅が狭く、カウンター（文字内の空間）が小さく、文字間隔がよりタイトで、Unicode文字セットの収録もより包括的である。カーターは当初Tahomaをビットマップフォントとして設計し、その後それらのビットマップにTrueTypeアウトラインを「慎重に重ね合わせ」た。ボールド体はピクセル幅を倍にして設計されており、ウェイトとしてはヘビーまたはブラックに近い。Arialを含む他のサンセリフ体と異なり、大文字の「I」（アイ）と小文字の「l」（エル）が区別でき、技術文書において特に有用である。2010年以降、アセンダー・コーポレーションがTahomaのイタリック体およびスモールキャップ版を提供している。
カーターは、ダニエル・ウィル＝ハリスによるインタビューで、Tahomaが自身の以前の書体Bell Centennialにいくつかの類似点を持つことを認めている。
Tahomaという名称は、シアトル都市圏南部の景観において顕著な存在である成層火山レーニア山のアメリカ先住民による呼称、タホマ山 (Mount Tahoma) に由来する。

## 同梱
TahomaはOffice 97、Office 2000、およびOffice XPに公式フォントとして同梱され、またWord Viewer 97とともに無償配布された。
Windows 2000、Windows XP、Windows Server 2003では、MS Sans Serifに代わり既定の画面表示用フォントとして採用され、さらにSkypeやセガのドリームキャストのパッケージおよび販促物にも使用された。Windowsにおけるフォントライブラリに同梱されたことから、Arialの代替として広く利用された。また、Windows Vista、Windows Server 2008、Windows 7、Windows Server 2008 R2においても、Windowsクラシックテーマを使用する際の既定画面用フォントであった。
2007年、AppleはMac OS X v10.5 ("Leopard") にTahomaを同梱することを発表した。Leopardには、Microsoft Sans Serif、Arial Unicode、Wingdingsなど、これまでマイクロソフト専用であった他のフォントも同梱された。
2016年時点でも、Tahomaは多くのアプリケーションやプログラミング環境において標準フォントとして広く使用されている。例えば、新規のDelphi VCLアプリケーションでは、既定フォントとしてTahomaが採用されている。

## フリー代替品
Wineプロジェクトには、GNU Lesser General Public Licenseの下で公開された、フリーかつオープンソースのフォントWine Tahoma RegularおよびWine Tahoma Boldが含まれている。これらはTahomaフォントと同一のメトリクス（文字の幅や高さを決める数値情報）を持つように設計されている。これは、TahomaがWindowsで標準搭載されており、多くのアプリケーションが同フォントの存在を前提としているためである。これらの代替フォントが含まれる以前は、Steamなど一部のアプリケーションではテキストがまったく表示されず、事実上使用不能となる場合があった。